# Departamento de Saint-Louis
Saint-Louis es un departamento de la región de Saint-Louis en Senegal, con una población censada en noviembre de 2013 de 196 496 habitantes.
Se encuentra ubicado al noroeste del país, cerca de la frontera con Mauritania y de la costa del océano Atlántico.